# Grandeur standard
En thermodynamique chimique, une grandeur standard est une grandeur physique dont la valeur est tabulée pour une mole d'une espèce chimique (un corps) ou une mole d'avancement d'une réaction chimique, à 1 bar (100 000 Pa) et dans un état standard.
Les grandeurs standards les plus utilisées sont, à la température {\displaystyle T} :
- pour un corps {\displaystyle i} :
  - l'enthalpie standard de formation {\displaystyle \Delta _{\text{f}}H_{T,\,i}^{\circ }} ;
  - l'enthalpie libre standard de formation {\displaystyle \Delta _{\text{f}}G_{T,\,i}^{\circ }} ;
  - l'entropie molaire standard {\displaystyle {\bar {S}}_{T,\,i}^{\circ }} ;
  - la capacité thermique isobare molaire standard {\displaystyle {\bar {C}}_{P,\,T,\,i}^{\circ }} ;
- pour une réaction chimique, l'enthalpie standard de réaction {\displaystyle \Delta _{\text{r}}H_{T}^{\circ }}.

Pour un corps {\displaystyle i}, les enthalpies standards de changement d'état sont tabulées aux températures respectives de changement d'état de ce corps à la pression standard :
- l'enthalpie standard de sublimation {\displaystyle \Delta _{\text{sub}}H_{T_{\text{sub}},\,i}^{\circ }} ;
- l'enthalpie standard de fusion {\displaystyle \Delta _{\text{fus}}H_{T_{\text{fus}},\,i}^{\circ }} ;
- l'enthalpie standard de vaporisation {\displaystyle \Delta _{\text{vap}}H_{T_{\text{vap}},\,i}^{\circ }}.

Les entropie et capacité thermique isobare molaires standards sont déterminées de façon absolue. Les grandeurs standards de réaction et de changement d'état sont déterminées expérimentalement par calorimétrie. Les grandeurs standards de formation sont des grandeurs liées à des réactions particulières n'impliquant comme réactifs que des éléments chimiques dans un état de référence particulier. La loi de Hess pallie l'absence de référence absolue pour l'enthalpie et l'enthalpie libre et permet le calcul des grandeurs standards de réaction à partir des grandeurs standards de formation. Aucune température standard n'est définie, mais les grandeurs standards (hormis les grandeurs de changement d'état) sont généralement tabulées à 298,15 K (25 °C) dans la littérature scientifique. Les relations de Kirchhoff permettent de calculer ces grandeurs à d'autres températures.
Les grandeurs standards servent à estimer la faisabilité d'une réaction chimique, à calculer une chaleur de réaction, une température de flamme adiabatique, une constante d'équilibre, à tracer un diagramme d'Ellingham, etc.

## Définitions

### Généralités

#### État standard
Les conditions standards sont fixées à la pression de {\displaystyle P^{\circ }} = 1 bar = 100 000 Pa.
| Pression standard : {\displaystyle P^{\circ }} = 1 bar |

Il n'existe pas de température standard de référence, mais les grandeurs standards sont généralement tabulées à 298,15 K (25 °C) dans la littérature scientifique,,,,. L'état standard d'une espèce chimique (d'un corps) est défini par,,, :
| État standard L'état standard d'un corps à la température {\displaystyle T} est son état lorsque ce corps est pur sous la pression standard {\displaystyle P^{\circ }} et à la température {\displaystyle T}. |

L'état standard n'est pas nécessairement un état réel, il peut être fictif,,, :
- pour un solide ou un liquide, l'état standard est respectivement le solide ou le liquide pur réel. Un solide est noté « s » ou « cr » (forme cristalline), un liquide « l »[9] ;
- pour un gaz, l'état standard n'est pas le gaz réel mais le gaz parfait pur dans ces conditions, état fictif. Un gaz est noté « g »[9] ;
- pour un solvant, l'état standard est le corps pur solide ou liquide (respectivement selon l'état de la solution solide ou liquide) ;
- pour un soluté, l'état standard est l'état de ce soluté en solution infiniment diluée extrapolé à une concentration de {\displaystyle c^{\circ }} = 1 mol l−1, état fictif. Un soluté est noté « aq » en solution aqueuse, « sln » dans toute autre solution[9].

Il est possible de définir un état standard qui n'est pas l'état stable du corps considéré dans les conditions de pression {\displaystyle P^{\circ }} et de température {\displaystyle T}. Par exemple, à 1 bar et 25 °C l'eau pure est liquide, mais l'on peut définir ses états standards solide et gazeux (gaz parfait), fictifs dans ces conditions.

#### Corps simple de référence
Un corps simple est une espèce chimique (ou corps) constituée d'un ou plusieurs atomes d'un seul élément chimique (par exemple, le dioxygène O2 est constitué de deux atomes d'oxygène O), par opposition à un corps composé contenant des atomes d'au moins deux éléments différents (par exemple, le méthane CH4 est constitué d'un atome de carbone C et de quatre atomes d'hydrogène H). Dans des conditions de pression et de température données, un corps quelconque (simple ou composé) peut se présenter sous plusieurs formes cristallines ou moléculaires ; cette faculté est appelée allotropie pour les corps simples et polymorphisme pour les corps composés. Cependant, dans ces conditions, parmi toutes ces formes, une seule est stable, les autres tendant à se transformer spontanément en cette forme stable sur des échelles de temps plus ou moins longues. Par exemple, dans les conditions de pression 1 bar et de température 298,15 K, le carbone existe principalement sous deux formes solides : le graphite et le diamant, mais seul le graphite est stable dans ces conditions, le diamant est métastable. Dans les mêmes conditions, l'oxygène existe sous deux formes gazeuses : le dioxygène O2 et l'ozone O3 ; le dioxygène est l'espèce stable. Ainsi, pour tout élément, dans des conditions données, il n'existe qu'un seul corps simple stable constitué d'atomes de cet élément, et ce corps n'est stable que dans un seul état. On définit en conséquence le corps simple de référence et l'état standard de référence de tout élément chimique par,,, :
| Corps simple de référence d'un élément chimique Le corps simple de référence d'un élément chimique à la température {\displaystyle T} est le corps simple constitué de cet élément le plus stable sous la pression standard {\displaystyle P^{\circ }} et à la température {\displaystyle T}. |
| État standard de référence d'un élément chimique L'état standard de référence d'un élément chimique à la température {\displaystyle T} est l'état standard le plus stable du corps simple de référence de cet élément à la température {\displaystyle T}.                                     |

À 298,15 K, le phosphore blanc retenu pour le phosphore, moins stable que le phosphore rouge mais plus facile à produire, constitue la seule exception à cette règle.

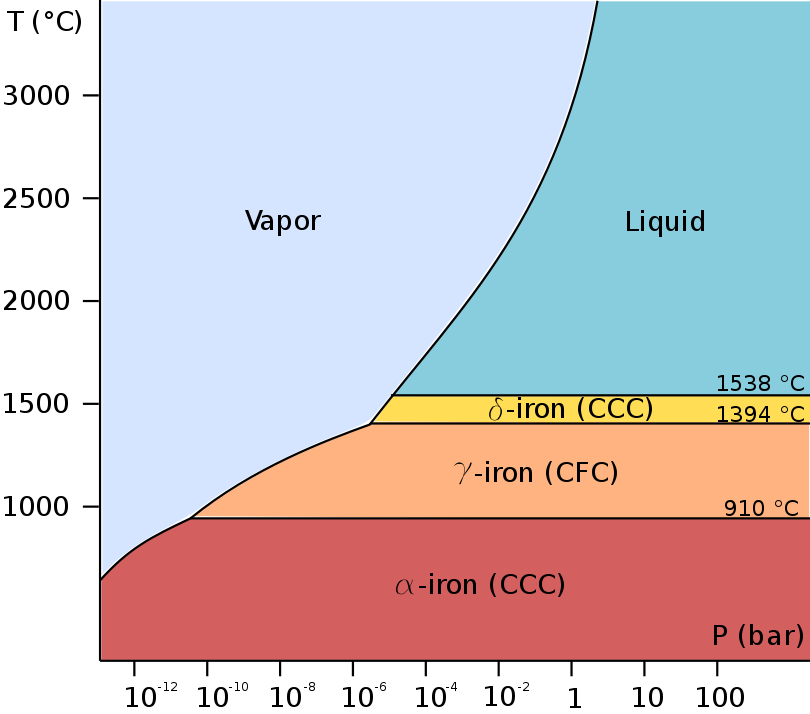
Diagramme de phase du fer montrant notamment ses divers états à 1 bar.

La pression standard est fixée (à 1 bar), mais pas la température. L'état standard de référence dépend de la température. L'état standard de référence du fer est, par exemple :
- pour une température inférieure à 910 °C, le fer α, solide ;
- entre 910 °C et 1 390 °C, le fer γ, solide ;
- entre 1 390 °C et 1 535 °C, le fer δ, solide ;
- entre 1 535 °C et 2 750 °C, le fer liquide pur ;
- au-delà de 2 750 °C, le fer monoatomique gaz parfait pur.

Le tableau suivant présente les corps simples et les états standards de référence des principaux éléments chimiques à 298,15 K,,.

#### Réaction standard et réaction standard de formation
Soit une réaction chimique entre corps {\displaystyle i} notée selon la convention stœchiométrique (les coefficients stœchiométriques {\displaystyle \nu _{i}} sont notés algébriquement : positifs pour les réactifs, négatifs pour les produits et nuls pour les inertes). Son équation s'écrit : 
Une réaction standard est définie ainsi :
| Réaction standard Une réaction standard à la température {\displaystyle T} est une réaction chimique entre corps dans un état standard, à pression {\displaystyle P^{\circ }} et température {\displaystyle T} constantes, considérée pour un avancement de réaction d'une mole. |

Une réaction standard suppose que toutes les espèces du milieu réactionnel sont dans un état standard et le restent tout au long de la réaction. Cette réaction est donc théorique, puisqu'elle suppose que les espèces ne se mélangent pas (un état standard est l'état d'un corps pur). Le milieu réactionnel se comporte, de ce fait, comme un mélange idéal.
La réaction standard de formation d'un corps à la température {\displaystyle T} est définie par,, :
| Réaction standard de formation d'un corps La réaction standard de formation d'un corps à la température {\displaystyle T} est la réaction standard produisant une mole de ce corps dans un état standard à partir des corps simples de référence des éléments chimiques pris dans leur état standard de référence à la température {\displaystyle T}. |

Dans la réaction standard de formation d'un corps {\displaystyle i}, le coefficient stœchiométrique de ce corps vaut {\displaystyle \nu _{i}=1}, et il n'y a pas d'autre produit de réaction. Les réactifs sont uniquement des corps simples de référence des éléments chimiques dans leur état standard de référence à la température {\displaystyle T}, et leurs coefficients stœchiométriques peuvent être des fractions,. L'équation de cette réaction ne peut donc être écrite que d'une seule façon.
Exemples - Quelques réactions standards de formation à 298,15 K,.
Formation du dioxyde de carbone CO2 :
{\displaystyle {\rm {-1\,C({\text{graphite}})-1\,O_{2}(g)+1\,CO_{2}(g)=0}}}
Formation du chlorure d'hydrogène HCl (acide chlorhydrique) :
{\displaystyle {\rm {-{1 \over 2}\,H_{2}(g)-{1 \over 2}\,Cl_{2}(g)+1\,HCl(g)=0}}}
Formation du dioxyde d'azote NO2 :
{\displaystyle {\rm {-{1 \over 2}\,N_{2}(g)-1\,O_{2}(g)+1\,NO_{2}(g)=0}}}
Formation de l'eau H2O :
{\displaystyle {\rm {-1\,H_{2}(g)-{1 \over 2}\,O_{2}(g)+1\,H_{2}O(l)=0}}}
Formation de l'éthanol C2H5OH :
{\displaystyle {\rm {-2\,C({\text{graphite}})-3\,H_{2}(g)-{1 \over 2}\,O_{2}(g)+1\,C_{2}H_{5}OH(l)=0}}}
Formation du chlorure de mercure(I) Hg2Cl2 (calomel) :
{\displaystyle {\rm {-2\,Hg(l)-1\,Cl_{2}(g)+1\,Hg_{2}Cl_{2}(s)=0}}}

### Grandeurs standards

#### Grandeur molaire standard
Soit {\displaystyle X} une grandeur extensive. On note {\displaystyle X_{T,\,i}^{\circ }} cette grandeur pour une quantité {\displaystyle n} d'un corps {\displaystyle i} dans un état standard à la température {\displaystyle T}. Une grandeur molaire standard est définie par :
| Grandeur molaire standard La grandeur molaire standard {\displaystyle {\bar {X}}_{T,\,i}^{\circ }} à la température {\displaystyle T} d'un corps {\displaystyle i} est la valeur de la grandeur physique {\displaystyle X} d'une mole de ce corps dans un état standard à la température {\displaystyle T} Elle vaut : {\displaystyle {\bar {X}}_{T,\,i}^{\circ }={X_{T,\,i}^{\circ } \over n}}. |

La grandeur molaire standard {\displaystyle {\bar {X}}_{T,\,i}^{\circ }} est intensive et a la dimension de la grandeur {\displaystyle X} rapportée à une mole : elle est définie pour une mole du corps {\displaystyle i}. Par exemple, une capacité thermique isobare {\displaystyle C_{P}} a la dimension d'une énergie par unité de température et s'exprime en joules par kelvin (J K−1) dans le Système international d'unités (SI) ; une capacité thermique isobare molaire standard {\displaystyle {\bar {C}}_{P,\,T,\,i}^{\circ }} s'exprime en joules par kelvin mole (J K−1 mol−1).
En thermochimie, les grandeurs utiles, en théorie, pour un corps {\displaystyle i} à la température {\displaystyle T} sont :
- l'enthalpie molaire standard {\displaystyle {\bar {H}}_{T,\,i}^{\circ }} (en kJ mol−1) ;
- l'entropie molaire standard {\displaystyle {\bar {S}}_{T,\,i}^{\circ }} (en J K−1 mol−1) ;
- l'enthalpie libre molaire standard {\displaystyle {\bar {G}}_{T,\,i}^{\circ }} (en kJ mol−1) ;
- la capacité thermique isobare molaire standard {\displaystyle {\bar {C}}_{P,\,T,\,i}^{\circ }} (en J K−1 mol−1).

En pratique, seules {\displaystyle {\bar {S}}_{T,\,i}^{\circ }} et {\displaystyle {\bar {C}}_{P,\,T,\,i}^{\circ }} peuvent être déterminées de façon absolue. L'entropie d'un corps pur peut être déterminée de façon absolue en vertu du troisième principe de la thermodynamique : selon ce principe, l'entropie de tout corps pur à l'état de cristal parfait est nulle à la température de 0 kelvin. Il n'existe pas de valeur de référence pour l'enthalpie et par conséquent pour l'enthalpie libre. Pour les besoins de la thermochimie, la loi de Hess montre que la connaissance des grandeurs molaires standards {\displaystyle {\bar {H}}_{T,\,i}^{\circ }} et {\displaystyle {\bar {G}}_{T,\,i}^{\circ }} n'est pas nécessaire : il suffit de connaitre les grandeurs standards de formation {\displaystyle \Delta _{\text{f}}H_{T,\,i}^{\circ }} et {\displaystyle \Delta _{\text{f}}G_{T,\,i}^{\circ }} pour pouvoir calculer les grandeurs standards de réaction {\displaystyle \Delta _{\text{r}}H_{T}^{\circ }} et {\displaystyle \Delta _{\text{r}}G_{T}^{\circ }}.
La pression standard {\displaystyle P^{\circ }} étant fixée, les grandeurs standards, définies pour une mole, ne dépendent que de la température. Elles sont généralement tabulées à 298,15 K (25 °C) dans la littérature scientifique. Les relations de Kirchhoff permettent de calculer les grandeurs standards de réaction à n'importe quelle autre température à partir des capacités thermiques isobares molaires {\displaystyle {\bar {C}}_{P,\,T,\,i}^{\circ }} : ce sont les seules grandeurs standards qui nécessitent des corrélations en fonction de la température.

#### Grandeur standard de réaction
Soit {\displaystyle X} une grandeur extensive. On note {\displaystyle X_{T}^{\circ }} cette grandeur pour un milieu réactionnel dans lequel se déroule une réaction standard à la température {\displaystyle T}. Une grandeur standard de réaction {\displaystyle \Delta _{\text{r}}X_{T}^{\circ }} est définie de façon équivalente par la dérivée partielle de {\displaystyle X_{T}^{\circ }} par rapport à l'avancement de réaction {\displaystyle \xi } et par la somme des grandeurs molaires standards {\displaystyle {\bar {X}}_{T,\,i}^{\circ }} des réactifs et produits de la réaction chimique pondérée par les coefficients stœchiométriques {\displaystyle \nu _{i}},, :
| Grandeur standard de réaction Une grandeur standard de réaction {\displaystyle \Delta _{\text{r}}X_{T}^{\circ }} à la température {\displaystyle T} est la variation de la grandeur physique {\displaystyle X} d'un milieu réactionnel due à une réaction standard à la température {\displaystyle T}. Elle vaut : {\displaystyle \Delta _{\text{r}}X_{T}^{\circ }=\left({\partial X_{T}^{\circ } \over \partial \xi }\right)_{P,\,T}=\sum _{i}\nu _{i}\,{\bar {X}}_{T,\,i}^{\circ }}. |

La grandeur standard de réaction est intensive et a la dimension de la grandeur {\displaystyle X} rapportée à une mole : elle est définie pour un avancement {\displaystyle \xi } = 1 mol et s'exprime dans les mêmes unités que les grandeurs molaires standards {\displaystyle {\bar {X}}_{T,\,i}^{\circ }}. Une grandeur standard de réaction ne dépend que de la température.
En thermochimie, les grandeurs standards utiles pour une réaction à la température {\displaystyle T} sont,,, :
- l'enthalpie standard de réaction {\displaystyle \Delta _{\text{r}}H_{T}^{\circ }=\sum _{i}\nu _{i}\,{\bar {H}}_{T,\,i}^{\circ }} (en kJ mol−1) ;
- l'entropie standard de réaction {\displaystyle \Delta _{\text{r}}S_{T}^{\circ }=\sum _{i}\nu _{i}\,{\bar {S}}_{T,\,i}^{\circ }} (en J K−1 mol−1) ;
- l'enthalpie libre standard de réaction {\displaystyle \Delta _{\text{r}}G_{T}^{\circ }=\sum _{i}\nu _{i}\,{\bar {G}}_{T,\,i}^{\circ }} (en kJ mol−1) ;
- la capacité thermique isobare standard de réaction {\displaystyle \Delta _{\text{r}}C_{P,\,T}^{\circ }=\sum _{i}\nu _{i}\,{\bar {C}}_{P,\,T,\,i}^{\circ }} (en J K−1 mol−1).

Les grandeurs standards de réaction dépendent des coefficients stœchiométriques {\displaystyle \nu _{i}} et donc de la façon dont la réaction est écrite. Une grandeur standard de réaction ne peut ainsi être utilisée qu'en connaissant l'équation chimique associée.
Exemple - Enthalpie de la réaction de synthèse du mercure à partir du calomel.
La réaction de synthèse du mercure Hg à partir de calomel Hg2Cl2 et de dihydrogène H2 peut s'écrire :
L'enthalpie standard de cette réaction vaut :
{\displaystyle \Delta _{\text{r}}H_{298{,}15}^{\circ }=-{1 \over 2}\,{\bar {H}}_{298{,}15,\,{\rm {H_{2}(g)}}}^{\circ }-{1 \over 2}\,{\bar {H}}_{298{,}15,\,{\rm {Hg_{2}Cl_{2}(s)}}}^{\circ }+1\,{\bar {H}}_{298{,}15,\,{\rm {HCl(g)}}}^{\circ }+1\,{\bar {H}}_{298{,}15,\,{\rm {Hg(l)}}}^{\circ }} = 40,155 kJ mol−1
Si la réaction est écrite :
l'enthalpie standard de réaction vaut :
{\displaystyle \Delta _{\text{r}}H_{298{,}15}^{\circ }=-1\,{\bar {H}}_{298{,}15,\,{\rm {H_{2}(g)}}}^{\circ }-1\,{\bar {H}}_{298{,}15,\,{\rm {Hg_{2}Cl_{2}(s)}}}^{\circ }+2\,{\bar {H}}_{298{,}15,\,{\rm {HCl(g)}}}^{\circ }+2\,{\bar {H}}_{298{,}15,\,{\rm {Hg(l)}}}^{\circ }} = 80,31 kJ mol−1
Les coefficients stœchiométriques de la deuxième écriture sont le double de ceux de la première écriture. Par conséquent, la grandeur standard de réaction liée à la deuxième écriture est le double de celle liée à la première.

#### Grandeur standard de formation
Une grandeur standard de formation {\displaystyle \Delta _{\text{f}}X_{T,\,i}^{\circ }} d'un corps {\displaystyle i} est définie par :
| Grandeur standard de formation d'un corps La grandeur standard de formation {\displaystyle \Delta _{\text{f}}X_{T,\,i}^{\circ }} d'un corps {\displaystyle i} à la température {\displaystyle T} est la grandeur {\displaystyle \Delta _{\text{r}}X_{T}^{\circ }} de la réaction standard de formation de ce corps à la température {\displaystyle T}. |

Autrement dit, pour la réaction standard de formation d'un corps {\displaystyle i}, {\displaystyle \Delta _{\text{f}}X_{T,\,i}^{\circ }=\Delta _{\text{r}}X_{T}^{\circ }}, quelle que soit la température {\displaystyle T}. La grandeur standard de formation est donc définie pour la formation d'une mole de corps {\displaystyle i} et a les mêmes dimension et unité que la grandeur standard de réaction. La réaction standard de formation de tout corps {\displaystyle i} ayant par définition une unique écriture de son équation chimique, les grandeurs standards de formation ont une valeur unique à une température {\displaystyle T} donnée. Les grandeurs standards de formation des corps simples de référence dans leur état standard de référence sont nulles quelle que soit la température,,.
En thermochimie, les grandeurs standards de formation utiles pour un corps {\displaystyle i} à la température {\displaystyle T} sont,,, :
- l'enthalpie standard de formation {\displaystyle \Delta _{\text{f}}H_{T,\,i}^{\circ }} (en kJ mol−1) ;
- l'enthalpie libre standard de formation {\displaystyle \Delta _{\text{f}}G_{T,\,i}^{\circ }} (en kJ mol−1).

Exemple 1
À 298,15 K, le dioxygène O2 est le corps simple de référence pour l'oxygène, son état standard de référence est l'état gazeux. La réaction standard de formation du dioxygène gazeux s'écrit par conséquent :
{\displaystyle {\rm {-1\,O_{2}(g)+1\,O_{2}(g)=0}}}
L'enthalpie standard de cette réaction et l'enthalpie de formation du dioxygène sont donc nulles : {\displaystyle \Delta _{\text{r}}H_{298{,}15}^{\circ }=\Delta _{\text{f}}H_{298{,}15,\,{\rm {O_{2}(g)}}}^{\circ }} = 0.
Par contre, l'enthalpie standard de formation du dioxygène liquide dans ces conditions (état fictif) est non nulle, car l'état liquide n'est pas son état standard de référence : {\displaystyle \Delta _{\text{f}}H_{298{,}15,\,{\rm {O_{2}(l)}}}^{\circ }\neq 0}.
Exemple 2,
À 298,15 K, la réaction standard de formation du dioxyde de carbone CO2 à partir des corps simples carbone graphite C et dioxygène O2 s'écrit :
{\displaystyle {\rm {-1\,C({\text{graphite}})-1\,O_{2}(g)+1\,CO_{2}(g)=0}}}
L'enthalpie standard de cette réaction est de {\displaystyle \Delta _{\text{r}}H_{298{,}15}^{\circ }} = −393,65 kJ/mol. Dans ces conditions, l'enthalpie standard de formation du dioxyde de carbone vaut donc :
{\displaystyle \Delta _{\text{f}}H_{298{,}15,\,{\rm {CO_{2}(g)}}}^{\circ }} = {\displaystyle \Delta _{\text{r}}H_{298{,}15}^{\circ }} = −393,65 kJ mol−1.

#### Enthalpie standard de changement d'état
On considère le changement d'état du corps {\displaystyle i} de l'état {\displaystyle {\rm {a}}} à l'état {\displaystyle {\rm {b}}}, les deux états étant des états standards :
À la pression standard {\displaystyle P^{\circ }}, cette transformation a lieu à la température {\displaystyle T_{\rm {a\to b}}}. Dans ces conditions, l'enthalpie de changement d'état est appelée enthalpie standard de changement d'état et notée {\displaystyle \Delta _{\rm {a\to b}}H_{T_{\rm {a\to b}},\,i}^{\circ }} ; elle est tabulée à {\displaystyle T_{\rm {a\to b}}} et non 298,15 K comme les autres grandeurs standards.
| Enthalpie standard de changement d'état L'enthalpie standard de changement d'état d'un corps {\displaystyle i} entre deux états standards {\displaystyle {\rm {a}}} et {\displaystyle {\rm {b}}} est l'enthalpie de changement d'état d'une mole de ce corps à la pression standard et à la température {\displaystyle T_{\rm {a\to b}}} correspondante. Elle vaut : {\displaystyle \Delta _{\rm {a\to b}}H_{T_{\rm {a\to b}},\,i}^{\circ }={\bar {H}}_{T_{\rm {a\to b}},\,i{\rm {(b)}}}^{\circ }-{\bar {H}}_{T_{\rm {a\to b}},\,i{\rm {(a)}}}^{\circ }}. |

Elle s'exprime en joules par mole (J mol−1) ou kilojoules par mole (kJ mol−1) dans le Système international d'unités (SI).
Les enthalpies standards de changement d'état tabulées pour un corps {\displaystyle i} sont le plus souvent, :
- l'enthalpie standard de sublimation {\displaystyle \Delta _{\text{sub}}H_{T_{\text{sub}},\,i}^{\circ }} ;
- l'enthalpie standard de fusion {\displaystyle \Delta _{\text{fus}}H_{T_{\text{fus}},\,i}^{\circ }} ;
- l'enthalpie standard de vaporisation {\displaystyle \Delta _{\text{vap}}H_{T_{\text{vap}},\,i}^{\circ }}.

Exemple - Cas de l'eau.
L'enthalpie standard de vaporisation de l'eau vaut {\displaystyle \Delta _{\text{vap}}H_{T_{\text{vap}},\,{\rm {H_{2}O}}}^{\circ }} = 40,7 kJ mol−1 à {\displaystyle T_{\text{vap}}} = 372,79 K = 99,64 °C.
L'enthalpie standard de fusion de l'eau vaut {\displaystyle \Delta _{\text{fus}}H_{T_{\text{fus}},\,{\rm {H_{2}O}}}^{\circ }} = 6,02 kJ mol−1 à {\displaystyle T_{\text{fus}}} = 273,15 K = 0 °C.
Dans les conditions standards {\displaystyle P^{\circ }} et {\displaystyle T_{\rm {a\to b}}}, on a les relations :

## Relations entre grandeurs standards

### Grandeur standard d'une réaction quelconque, loi de Hess

Loi de Hess - Application à la formation du monoxyde de carbone. La formation du dioxyde de carbone peut être décomposée en deux étapes. La première est la formation du monoxyde de carbone, la seconde la combustion du monoxyde en dioxyde de carbone. L'enthalpie de formation du monoxyde de carbone, difficile à établir seule, peut être déduite de la connaissance des enthalpies des deux autres réactions.

La loi de Hess énonce que,,, :
| Loi de Hess Si l'équation d'une réaction peut s'écrire comme une combinaison linéaire de plusieurs équations de réaction, alors son enthalpie standard de réaction est égale à la même combinaison linéaire des enthalpies standards de ces réactions. |

Toute réaction chimique pouvant s'écrire comme une combinaison linéaire des réactions standards de formation de ses réactifs et produits, l'enthalpie standard de la réaction peut en conséquence être calculée selon :
| Enthalpie standard de réaction : {\displaystyle \Delta _{\text{r}}H_{T}^{\circ }=\sum _{i}\nu _{i}\,\Delta _{\text{f}}H_{T,\,i}^{\circ }} |

La même relation s'applique aux enthalpie libre et entropie standards de réaction, :
| Enthalpie libre standard de réaction : {\displaystyle \Delta _{\text{r}}G_{T}^{\circ }=\sum _{i}\nu _{i}\,\Delta _{\text{f}}G_{T,\,i}^{\circ }} |
| Entropie standard de réaction : {\displaystyle \Delta _{\text{r}}S_{T}^{\circ }=\sum _{i}\nu _{i}\,\Delta _{\text{f}}S_{T,\,i}^{\circ }}        |

La loi de Hess est applicable aux grandeurs standards de formation, puisqu'il s'agit de grandeurs de réaction particulières.
La loi de Hess montre que la connaissance des grandeurs molaires standards {\displaystyle {\bar {H}}_{T,\,i}^{\circ }} et {\displaystyle {\bar {G}}_{T,\,i}^{\circ }} n'est pas nécessaire : il suffit de connaitre les grandeurs standards de formation {\displaystyle \Delta _{\text{f}}H_{T,\,i}^{\circ }} et {\displaystyle \Delta _{\text{f}}G_{T,\,i}^{\circ }} pour pouvoir calculer les grandeurs standards de réaction {\displaystyle \Delta _{\text{r}}H_{T}^{\circ }} et {\displaystyle \Delta _{\text{r}}G_{T}^{\circ }}. Concernant l'entropie, puisque les entropies molaires standards {\displaystyle {\bar {S}}_{T,\,i}^{\circ }} peuvent être déterminées de façon absolue, la connaissance des entropies standards de formation {\displaystyle \Delta _{\text{f}}S_{T,\,i}^{\circ }} n'est pas nécessaire.
Exemple - Enthalpie de combustion de la méthylhydrazine avec le peroxyde d'azote.
La méthylhydrazine est un ergol utilisé comme carburant pour petites fusées dans la réaction :
Les enthalpies standards de formation des divers corps sont données dans le tableau suivant.
| Corps {\displaystyle i}                                                | méthylhydrazine CH6N2(g) | peroxyde d'azote N2O4(g) | azote N2(g) | eau H2O(g) | dioxyde de carbone CO2(g) |
| ---------------------------------------------------------------------- | ------------------------ | ------------------------ | ----------- | ---------- | ------------------------- |
| {\displaystyle \Delta _{\text{f}}H_{298{,}15,\,i}^{\circ }} (kJ mol−1) | 95                       | 11                       | 0           | -242       | -394                      |

L'enthalpie standard de réaction vaut : {\displaystyle \Delta _{\text{r}}H_{298{,}15}^{\circ }} = -1 × 95 - 5/4 × 11 + 9/4 × 0 + 3 × (-242) + 1 × (-394) = −1 229 kJ mol−1 ; la réaction est exothermique.
Plus largement, les grandeurs {\displaystyle H}, {\displaystyle G} et {\displaystyle S} étant des fonctions d'état, la loi de Hess s'applique à des successions de transformations qui ne sont pas nécessairement des réactions chimiques : ces transformations peuvent inclure des changements de pression, de température, d'état, etc. La variation globale de la fonction d'état est la somme des variations de cette fonction dans les transformations intermédiaires.
Exemple - Formation de l'eau à l'état de gaz.
La réaction de formation de l'eau à l'état de gaz s'écrit :
{\displaystyle {\rm {-1\,H_{2}(g)-{1 \over 2}\,O_{2}(g)+1\,H_{2}O(g)=0}}}
Elle peut être décomposée, par exemple, en deux étapes intermédiaires, la première étant la formation de l'eau liquide :
{\displaystyle {\rm {-1\,H_{2}(g)-{1 \over 2}\,O_{2}(g)+1\,H_{2}O(l)=0}}}
et la deuxième l'évaporation de l'eau :
{\displaystyle {\rm {-1\,H_{2}O(l)+1\,H_{2}O(g)=0}}}
La variation d'enthalpie due à la formation de l'eau gazeuse est la somme des variations d'enthalpie dues aux deux transformations intermédiaires.

### Changement de température, relations de Kirchhoff

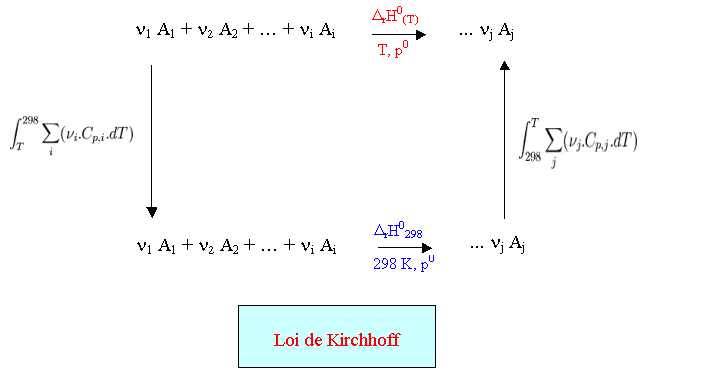
Relation de Kirchhoff. Les réactifs à une température sont amenés à 298,15 K. La réaction est effectuée à 298,15 K. Les produits sont ramenés à. Le bilan des transformations donne l'enthalpie standard de réaction à. Les coefficients stœchiométrique des réactifs sont ici notés positivement.

Les grandeurs standards sont généralement tabulées à 298,15 K (25 °C) dans la littérature scientifique. Si les corps ne subissent pas de changement d'état, les relations de Kirchhoff intégrées permettent de les calculer à toute autre température. Par exemple on calcule l'enthalpie standard de réaction à 298,15 K par la loi de Hess :
{\displaystyle \Delta _{\text{r}}H_{298{,}15}^{\circ }=\sum _{i}\nu _{i}\,\Delta _{\text{f}}H_{298{,}15,\,i}^{\circ }}
puis à toute autre température {\displaystyle T} par la première relation de Kirchhoff,, :
| Première relation de Kirchhoff : {\displaystyle \Delta _{\text{r}}H_{T}^{\circ }=\Delta _{\text{r}}H_{298{,}15}^{\circ }+\int _{298{,}15}^{T}\Delta _{\text{r}}C_{P,\,T}^{\circ }\,\mathrm {d} T} |

avec :
- {\displaystyle {\bar {C}}_{P,\,T,\,i}^{\circ }} la capacité thermique isobare molaire du corps {\displaystyle i} dans son état standard (à 1 bar) ;
- {\displaystyle \Delta _{\text{r}}C_{P,\,T}^{\circ }=\sum _{i}\nu _{i}\,{\bar {C}}_{P,\,T,\,i}^{\circ }} la capacité thermique isobare standard de réaction.

On peut décomposer la relation de Kirchhoff en trois termes correspondant à des transformations successives à pression constante permettant de passer des réactifs à la température {\displaystyle T} aux produits à la même température, :
1. {\displaystyle \sum _{i\,{\text{réactifs}}}\nu _{i}\,\int _{298{,}15}^{T}{\bar {C}}_{P,\,T,\,i}^{\circ }\,\mathrm {d} T=\sum _{i\,{\text{réactif}}}|\nu _{i}|\,\int _{T}^{298{,}15}{\bar {C}}_{P,\,T,\,i}^{\circ }\,\mathrm {d} T} correspond à l'enthalpie nécessaire pour amener les réactifs de la température {\displaystyle T} à 298,15 K ;
2. {\displaystyle \Delta _{\text{r}}H_{298{,}15}^{\circ }} est l'enthalpie standard de réaction à 298,15 K ;
3. {\displaystyle \sum _{i\,{\text{produits}}}\nu _{i}\,\int _{298{,}15}^{T}{\bar {C}}_{P,\,T,\,i}^{\circ }\,\mathrm {d} T} correspond à l'enthalpie nécessaire pour amener les produits de 298,15 K à {\displaystyle T}.

Pour l'entropie standard de réaction, la relation de Kirchhoff s'écrit :
| Deuxième relation de Kirchhoff : {\displaystyle \Delta _{\text{r}}S_{T}^{\circ }=\Delta _{\text{r}}S_{298{,}15}^{\circ }+\int _{298{,}15}^{T}{\Delta _{\text{r}}C_{P,\,T}^{\circ } \over T}\,\mathrm {d} T} |

avec {\displaystyle \Delta _{\text{r}}S_{298{,}15}^{\circ }=\sum _{i}\nu _{i}\,{\bar {S}}_{298{,}15,\,i}^{\circ }}.
Les relations de Kirchhoff sont applicables aux grandeurs standards de formation {\displaystyle \Delta _{\text{f}}H_{T,\,i}^{\circ }} et {\displaystyle \Delta _{\text{f}}S_{T,\,i}^{\circ }} d'un corps {\displaystyle i}, puisqu'il s'agit de grandeurs de réaction particulières.
Exemple
Le monoxyde de carbone CO est formé par la réaction :
L'enthalpie standard de réaction à 298,15 K est de {\displaystyle \Delta _{\text{r}}H_{298{,}15}^{\circ }} = −110,58 kJ mol−1. Les capacités thermiques isobares molaires standards des divers corps sont, en J K−1 mol−1 :
- pour le carbone graphite pour 298,15 K < {\displaystyle T} < 1 100 K : {\displaystyle {\bar {C}}_{P,\,T,\,{\rm {C(graphite)}}}^{\circ }} = 0,108 8 + 38,95 × 10−3 {\displaystyle T} - 1,482 × 105 {\displaystyle T^{-2}} - 17,89 × 10−6 {\displaystyle T^{2}} ;
- pour le dioxygène gazeux pour 298,15 K < {\displaystyle T} < 3 000 K : {\displaystyle {\bar {C}}_{P,\,T,\,{\rm {O_{2}(g)}}}^{\circ }} = 29,97 + 4,185 × 10−3 {\displaystyle T} - 1,674 × 105 {\displaystyle T^{-2}} ;
- pour le monoxyde de carbone gazeux pour 298,15 K < {\displaystyle T} < 2 500 K : {\displaystyle {\bar {C}}_{P,\,T,\,{\rm {CO(g)}}}^{\circ }} = 28,42 + 4,102 × 10−3 {\displaystyle T} - 0,46 × 105 {\displaystyle T^{-2}}.

La capacité thermique isobare standard de réaction vaut :
{\displaystyle \Delta _{\text{r}}C_{P,\,T}^{\circ }=-1\,{\bar {C}}_{P,\,T,\,{\rm {C(graphite)}}}^{\circ }-{1 \over 2}\,{\bar {C}}_{P,\,T,\,{\rm {O_{2}(g)}}}^{\circ }+1\,{\bar {C}}_{P,\,T,\,{\rm {CO(g)}}}^{\circ }}
On obtient par la première relation de Kirchhoff l'enthalpie standard de réaction à 1 000 K : {\displaystyle \Delta _{\text{r}}H_{1000}^{\circ }} = −111,97 kJ mol−1. La réaction étant la réaction standard de formation du monoxyde de carbone, il s'agit également de l'enthalpie standard de formation du monoxyde de carbone à 1 000 K : {\displaystyle \Delta _{\text{f}}H_{1000,\,{\rm {CO(g)}}}^{\circ }} = −111,97 kJ mol−1.

### Relation entre grandeurs standards de réaction
La relation entre grandeurs standards de réaction est identique à celle entre grandeurs de réaction classiques :
| {\displaystyle \Delta _{\text{r}}G_{T}^{\circ }=\Delta _{\text{r}}G_{298{,}15}^{\circ }-\int _{298{,}15}^{T}\Delta _{\text{r}}S_{T}^{\circ }\,\mathrm {d} T} |

ou, plus simplement :
| {\displaystyle \Delta _{\text{r}}G_{T}^{\circ }=\Delta _{\text{r}}H_{T}^{\circ }-T\,\Delta _{\text{r}}S_{T}^{\circ }} |

À fortiori, cette relation s'applique aux grandeurs standards de formation, qui sont des grandeurs de réaction particulières :
| {\displaystyle \Delta _{\text{f}}G_{T,\,i}^{\circ }=\Delta _{\text{f}}H_{T,\,i}^{\circ }-T\,\Delta _{\text{f}}S_{T,\,i}^{\circ }} |

Exemple - Formation de l'eau liquide.
Soit la réaction standard de formation de l'eau liquide :
Les grandeurs standards sont données dans le tableau suivant.
| Corps {\displaystyle i} | {\displaystyle \Delta _{\text{f}}G_{298{,}15,\,i}^{\circ }} (kJ mol−1) | {\displaystyle \Delta _{\text{f}}H_{298{,}15,\,i}^{\circ }} (kJ mol−1) | {\displaystyle {\bar {S}}_{298{,}15,\,i}^{\circ }} (J K−1 mol−1) |
| ----------------------- | ---------------------------------------------------------------------- | ---------------------------------------------------------------------- | ---------------------------------------------------------------- |
| dihydrogène H2(g)       | 0                                                                      | 0                                                                      | 130,684                                                          |
| dioxygène O2(g)         | 0                                                                      | 0                                                                      | 205,138                                                          |
| eau H2O(l)              | -237,13                                                                | -285,83                                                                | 69,91                                                            |

L'entropie standard de formation de l'eau liquide vaut :
{\displaystyle \Delta _{\text{f}}S_{298{,}15,\,{\rm {H_{2}O(l)}}}^{\circ }=-1\,{\bar {S}}_{298{,}15,\,{\rm {H_{2}(g)}}}^{\circ }-{1 \over 2}\,{\bar {S}}_{298{,}15,\,{\rm {O_{2}(g)}}}^{\circ }+1\,{\bar {S}}_{298{,}15,\,{\rm {H_{2}O(l)}}}^{\circ }} = −163,34 J K−1 mol−1
L'enthalpie libre de formation de l'eau liquide vaut :
{\displaystyle \Delta _{\text{f}}G_{298{,}15,\,{\rm {H_{2}O(l)}}}^{\circ }=\Delta _{\text{f}}H_{298{,}15,\,{\rm {H_{2}O(l)}}}^{\circ }-298{,}15\times \Delta _{\text{f}}S_{298{,}15,\,{\rm {H_{2}O(l)}}}^{\circ }} = −237,13 kJ mol−1

### Grandeur standard d'un état fictif
À la pression standard {\displaystyle P^{\circ }}, pour une température {\displaystyle T} donnée, il n'existe pour chaque corps pur qu'un seul état stable. Il est néanmoins possible de déterminer les grandeurs standards liées à un autre état instable voire fictif dans ces conditions. On considère la formation du corps {\displaystyle i} à l'état {\displaystyle {\rm {b}}} instable à partir de ce corps à l'état {\displaystyle {\rm {a}}} stable :
et deux conditions opératoires possibles pour ce changement d'état :
- à la pression standard {\displaystyle P^{\circ }}, correspondant à la température {\displaystyle T_{\rm {a\to b}}} et l'enthalpie de changement d'état {\displaystyle \Delta _{\rm {a\to b}}H_{T_{\rm {a\to b}},\,i}^{\circ }} (enthalpie standard de changement d'état) ;
- à la température {\displaystyle T}, correspondant à la pression {\displaystyle P_{\rm {a\to b}}} et l'enthalpie de changement d'état {\displaystyle \Delta _{\rm {a\to b}}H_{T,\,i}}.

Dans les conditions standards {\displaystyle P^{\circ }} et {\displaystyle T_{\rm {a\to b}}}, on a les relations :
{\displaystyle \Delta _{\rm {a\to b}}H_{T_{\rm {a\to b}},\,i}^{\circ }=\Delta _{\text{f}}H_{T_{\rm {a\to b}},\,i{\rm {(b)}}}^{\circ }-\Delta _{\text{f}}H_{T_{\rm {a\to b}},\,i{\rm {(a)}}}^{\circ }}
{\displaystyle \Delta _{\rm {a\to b}}S_{T_{\rm {a\to b}},\,i}^{\circ }={\bar {S}}_{T_{\rm {a\to b}},\,i{\rm {(b)}}}^{\circ }-{\bar {S}}_{T_{\rm {a\to b}},\,i{\rm {(a)}}}^{\circ }={\Delta _{\rm {a\to b}}H_{T_{\rm {a\to b}},\,i}^{\circ } \over T_{\rm {a\to b}}}}
{\displaystyle \Delta _{\rm {a\to b}}G_{T_{\rm {a\to b}},\,i}^{\circ }=\Delta _{\text{f}}G_{T_{\rm {a\to b}},\,i{\rm {(b)}}}^{\circ }-\Delta _{\text{f}}G_{T_{\rm {a\to b}},\,i{\rm {(a)}}}^{\circ }=\Delta _{\rm {a\to b}}H_{T_{\rm {a\to b}},\,i}^{\circ }-T_{\rm {a\to b}}\,\Delta _{\rm {a\to b}}S_{T_{\rm {a\to b}},\,i}^{\circ }=0}
Pour calculer les grandeurs standards d'un état fictif {\displaystyle {\rm {b}}} à une autre température {\displaystyle T}, on considère, en application de la loi de Hess, une succession de transformations amenant le corps {\displaystyle i} de l'état {\displaystyle {\rm {a}}} stable à l'état {\displaystyle {\rm {b}}} fictif dans les conditions initiales et finales {\displaystyle T} et {\displaystyle P^{\circ }}. La première transformation consiste à amener le corps {\displaystyle i} à l'état {\displaystyle {\rm {a}}} dans les conditions initiales aux conditions de changement d'état. La seconde consiste à effectuer le changement d'état. La troisième consiste à ramener le corps {\displaystyle i} à l'état {\displaystyle {\rm {b}}} dans les conditions de changement d'état aux conditions finales. On définit pour le corps {\displaystyle i} respectivement dans les états {\displaystyle {\rm {a}}} et {\displaystyle {\rm {b}}} :
- {\displaystyle {\bar {C}}_{P,\,T,\,i({\rm {a}})}^{\circ }} et {\displaystyle {\bar {C}}_{P,\,T,\,i({\rm {b}})}^{\circ }} les capacités thermiques isobares molaires standards ; {\displaystyle \Delta _{\text{r}}C_{P,\,T}^{\circ }=-1\,{\bar {C}}_{P,\,T,\,i({\rm {a}})}^{\circ }+1\,{\bar {C}}_{P,\,T,\,i({\rm {b}})}^{\circ }} la capacité thermique isobare standard de réaction ;
- {\displaystyle {\bar {V}}_{i({\rm {a}})}} et {\displaystyle {\bar {V}}_{i({\rm {b}})}} les volumes molaires.

Par une succession de transformations à pression {\displaystyle P^{\circ }} constante, on a :
{\displaystyle {\begin{aligned}\Delta _{\text{f}}H_{T,\,i({\rm {b}})}^{\circ }&=\Delta _{\text{f}}H_{T,\,i({\rm {a}})}^{\circ }+\int _{T}^{T_{\rm {a\to b}}}{\bar {C}}_{P,\,T,\,i({\rm {a}})}^{\circ }\,\mathrm {d} T+\Delta _{\rm {a\to b}}H_{T_{\rm {a\to b}},\,i}^{\circ }+\int _{T_{\rm {a\to b}}}^{T}{\bar {C}}_{P,\,T,\,i({\rm {b}})}^{\circ }\,\mathrm {d} T\\&=\Delta _{\text{f}}H_{T,\,i({\rm {a}})}^{\circ }-\int _{T}^{T_{\rm {a\to b}}}\Delta _{\text{r}}C_{P,\,T}^{\circ }\,\mathrm {d} T+\Delta _{\rm {a\to b}}H_{T_{\rm {a\to b}},\,i}^{\circ }\end{aligned}}}
{\displaystyle {\begin{aligned}{\bar {S}}_{T,\,i({\rm {b}})}^{\circ }&={\bar {S}}_{T,\,i({\rm {a}})}^{\circ }+\int _{T}^{T_{\rm {a\to b}}}{{\bar {C}}_{P,\,T,\,i({\rm {a}})}^{\circ } \over T}\,\mathrm {d} T+{\Delta _{\rm {a\to b}}H_{T_{\rm {a\to b}},\,i}^{\circ } \over T_{\rm {a\to b}}}+\int _{T_{\rm {a\to b}}}^{T}{{\bar {C}}_{P,\,T,\,i({\rm {b}})}^{\circ } \over T}\,\mathrm {d} T\\&={\bar {S}}_{T,\,i({\rm {a}})}^{\circ }-\int _{T}^{T_{\rm {a\to b}}}{\Delta _{\text{r}}C_{P,\,T}^{\circ } \over T}\,\mathrm {d} T+{\Delta _{\rm {a\to b}}H_{T_{\rm {a\to b}},\,i}^{\circ } \over T_{\rm {a\to b}}}\end{aligned}}}
Par une succession de transformations à température {\displaystyle T} constante, on a :
{\displaystyle \Delta _{\text{f}}H_{T,\,i({\rm {b}})}^{\circ }=\Delta _{\text{f}}H_{T,\,i({\rm {a}})}^{\circ }+\int _{P^{\circ }}^{P_{\rm {a\to b}}}\left({\bar {V}}_{i({\rm {a}})}-T\left({\partial {\bar {V}}_{i({\rm {a}})} \over \partial T}\right)_{P}\right)\,\mathrm {d} P+\Delta _{\rm {a\to b}}H_{T,\,i}+\int _{P_{\rm {a\to b}}}^{P^{\circ }}\left({\bar {V}}_{i({\rm {b}})}-T\left({\partial {\bar {V}}_{i({\rm {b}})} \over \partial T}\right)_{P}\right)\,\mathrm {d} P}
{\displaystyle {\bar {S}}_{T,\,i({\rm {b}})}^{\circ }={\bar {S}}_{T,\,i({\rm {a}})}^{\circ }-\int _{P^{\circ }}^{P_{\rm {a\to b}}}\left({\partial {\bar {V}}_{i({\rm {a}})} \over \partial T}\right)_{P}\,\mathrm {d} P+{\Delta _{\rm {a\to b}}H_{T,\,i} \over T}-\int _{P_{\rm {a\to b}}}^{P^{\circ }}\left({\partial {\bar {V}}_{i({\rm {b}})} \over \partial T}\right)_{P}\,\mathrm {d} P}
Quelle que soit la méthode employée, l'enthalpie libre standard de formation est ensuite calculée selon :
{\displaystyle \Delta _{\text{f}}G_{T,\,i({\rm {b}})}^{\circ }=\Delta _{\text{f}}G_{T,\,i({\rm {a}})}^{\circ }+\left(\Delta _{\text{f}}H_{T,\,i({\rm {b}})}^{\circ }-\Delta _{\text{f}}H_{T,\,i({\rm {a}})}^{\circ }\right)-T\,\left({\bar {S}}_{T,\,i({\rm {b}})}^{\circ }-{\bar {S}}_{T,\,i({\rm {a}})}^{\circ }\right)}
Pour une température {\displaystyle T} différente de {\displaystyle T_{\rm {a\to b}}}, température de changement d'état à {\displaystyle P^{\circ }}, {\displaystyle \Delta _{\text{f}}G_{T,\,i({\rm {b}})}^{\circ }\neq \Delta _{\text{f}}G_{T,\,i({\rm {a}})}^{\circ }}, puisque la pression n'est pas la pression d'équilibre {\displaystyle P_{\rm {a\to b}}} correspondant à la température {\displaystyle T}, mais la pression standard {\displaystyle P^{\circ }}.
Exemple - Grandeurs standards de l'iode liquide.
Dans les conditions {\displaystyle P^{\circ }} = 1 bar et 298,15 K, l'état standard de référence de l'iode est le diiode solide. On peut calculer les grandeurs standards du diiode à l'état liquide (fictif) dans ces mêmes conditions. On considère la formation du diiode liquide à partir du diiode solide :
Le tableau suivant donne les grandeurs standards du diiode tabulées à 298,15 K.
| Corps {\displaystyle i} | {\displaystyle {\bar {C}}_{P,\,298{,}15,\,i}^{\circ }} (J K−1 mol−1) | {\displaystyle {\bar {S}}_{298{,}15,\,i}^{\circ }} (J K−1 mol−1) | {\displaystyle \Delta _{\text{f}}H_{298{,}15,\,i}^{\circ }} (kJ mol−1) | {\displaystyle \Delta _{\text{f}}G_{298{,}15,\,i}^{\circ }} (kJ mol−1) |
| ----------------------- | -------------------------------------------------------------------- | ---------------------------------------------------------------- | ---------------------------------------------------------------------- | ---------------------------------------------------------------------- |
| diiode solide I2(s)     | 54,436                                                               | 116,142                                                          | 0                                                                      | 0                                                                      |
| diiode liquide I2(l)    | 80,669                                                               | 150,356                                                          | 13,523                                                                 | 3,322                                                                  |

On a également pour le diiode à {\displaystyle P^{\circ }} = 1 bar :
- la température de fusion : {\displaystyle T_{\text{fus}}} = 386,75 K = 113,6 °C ;
- l'enthalpie de fusion : {\displaystyle \Delta _{\text{fus}}H_{T_{\text{fus}},\,{\rm {I_{2}}}}^{\circ }} = 15,52 kJ mol−1.

Pour la succession de transformations à pression constante, on applique les formules :
{\displaystyle \Delta _{\text{r}}C_{P,\,T}^{\circ }=-1\,{\bar {C}}_{P,\,T,\,{\rm {I_{2}(s)}}}+1\,{\bar {C}}_{P,\,T,\,{\rm {I_{2}(l)}}}}
{\displaystyle \Delta _{\text{f}}H_{298{,}15,\,{\rm {I_{2}(l)}}}^{\circ }=\Delta _{\text{f}}H_{298{,}15,\,{\rm {I_{2}(s)}}}^{\circ }-\int _{298{,}15}^{T_{\text{fus}}}\Delta _{\text{r}}C_{P,\,T}^{\circ }\,\mathrm {d} T+\Delta _{\text{fus}}H_{T_{\text{fus}},\,{\rm {I_{2}}}}^{\circ }}
{\displaystyle {\bar {S}}_{298{,}15,\,{\rm {I_{2}(l)}}}^{\circ }={\bar {S}}_{298{,}15,\,{\rm {I_{2}(s)}}}^{\circ }-\int _{298{,}15}^{T_{\text{fus}}}{\Delta _{\text{r}}C_{P,\,T}^{\circ } \over T}\,\mathrm {d} T+{\Delta _{\text{fus}}H_{T_{\text{fus}},\,{\rm {I_{2}}}}^{\circ } \over T_{\text{fus}}}}
En considérant les capacités thermiques isobares comme constantes, on a :
{\displaystyle \int _{298{,}15}^{T_{\text{fus}}}\Delta _{\text{r}}C_{P,\,T}^{\circ }\,\mathrm {d} T=\Delta _{\text{r}}C_{P,\,T}^{\circ }\left(T_{\text{fus}}-298{,}15\right)}
{\displaystyle \int _{298{,}15}^{T_{\text{fus}}}{\Delta _{\text{r}}C_{P,\,T}^{\circ } \over T}\,\mathrm {d} T=\Delta _{\text{r}}C_{P,\,T}^{\circ }\,\ln {T_{\text{fus}} \over 298{,}15}}
On obtient, à partir des données du diiode solide :

## Applications

### Chaleur de réaction standard

#### Calcul d'une chaleur de réaction standard
Lors d'un processus thermodynamique à pression constante, la variation d'enthalpie {\displaystyle H} d'un système fermé est égale à la chaleur {\displaystyle Q_{P}} échangée avec le milieu extérieur. Pour une réaction standard isobare et isotherme on a donc, :
avec {\displaystyle \xi } l'avancement de réaction (nul au début de la réaction). Pour un avancement {\displaystyle \xi _{\text{f}}} positif en fin de réaction,, :
- si {\displaystyle \Delta _{\text{r}}H_{T}^{\circ }<0} la réaction est exothermique, elle dégage de la chaleur, {\displaystyle Q_{P,T}^{\circ }<0} ;
- si {\displaystyle \Delta _{\text{r}}H_{T}^{\circ }>0} la réaction est endothermique, elle absorbe de la chaleur, {\displaystyle Q_{P,T}^{\circ }>0} ;
- si {\displaystyle \Delta _{\text{r}}H_{T}^{\circ }=0} la réaction est athermique, elle ne dégage ni n'absorbe aucune chaleur, {\displaystyle Q_{P,T}^{\circ }=0}.

Exemple - Combustion du monoxyde de carbone.
Le monoxyde de carbone CO brule en présence d'oxygène O2 pour donner du dioxyde de carbone CO2 selon la réaction :
Dans cette écriture, le coefficient stœchiométrique du CO est -2. La combustion totale de 0,2 mol de monoxyde de carbone (soit une quantité finale de 0 mol de CO) donne un avancement de réaction final {\displaystyle \xi _{\text{f}}} :
{\displaystyle \xi _{\text{f}}} = 0 - 0,2/-2 = 0,1 mol
L'enthalpie standard de réaction à 498 K est de {\displaystyle \Delta _{\text{r}}H_{498}^{\circ }} = −565,43 kJ mol−1, la réaction est exothermique. La chaleur dégagée par la réaction vaut donc :
{\displaystyle Q_{P,\,498}^{\circ }=\Delta _{\text{r}}H_{498}^{\circ }\,\xi _{\text{f}}} = −565,43 kJ mol−1 × 0,1 mol = −56,543 kJ

#### Calcul d'une température de flamme adiabatique
La température de flamme adiabatique est la température résultant de la combustion totale d'un corps introduit dans les proportions stœchiométriques avec de l'air ou de l'oxygène. La réaction est standard et isobare (à pression standard de 1 bar constante) et se déroule dans des conditions adiabatiques (sans échange de chaleur avec l'extérieur, soit {\displaystyle Q=0}). Il est également considéré que les corps présents dans le milieu réactionnel ne subissent aucun changement d'état. On a donc pour une réaction isobare adiabatique la variation d'enthalpie :
{\displaystyle \Delta H^{\circ }=Q_{P}^{\circ }=0}
Soit {\displaystyle \xi _{\text{f}}} l'avancement de réaction final de la réaction (stœchiométrique et totale). Le calcul est décomposé en trois étapes. Premièrement, les réactifs sont introduits à la température initiale {\displaystyle T_{\text{i}}} et chauffés jusqu'à 298,15 K ; la variation d'enthalpie correspondant vaut :
{\displaystyle {\Delta H_{1}^{\circ } \over \xi _{\text{f}}}=\sum _{i\,{\text{réactifs}}}\nu _{i}\,\int _{T_{\text{i}}}^{298{,}15}{\bar {C}}_{P,\,T,\,i}^{\circ }\,\mathrm {d} T}
Deuxièmement, la réaction, totale, a lieu à 298,15 K ; la variation d'enthalpie est égale à l'enthalpie standard de réaction à cette température :
{\displaystyle {\Delta H_{2}^{\circ } \over \xi _{\text{f}}}=\Delta _{\text{r}}H_{298{,}15}^{\circ }=\sum _{i}\nu _{i}\,\Delta _{\text{f}}H_{298{,}15,\,i}^{\circ }}
Troisièmement, les produits sont chauffés jusqu'à la température finale {\displaystyle T_{\text{f}}} recherchée :
{\displaystyle {\Delta H_{3}^{\circ } \over \xi _{\text{f}}}=\sum _{i\,{\text{produits}}}\nu _{i}\,\int _{298{,}15}^{T_{\text{f}}}{\bar {C}}_{P,\,T,\,i}^{\circ }\,\mathrm {d} T}
Le processus étant adiabatique, la chaleur nécessaire au chauffage des réactifs et produits est produite exclusivement par la réaction. La température {\displaystyle T_{\text{f}}} est donc obtenue en résolvant l'équation :
Si les réactifs sont introduits à {\displaystyle T_{\text{i}}} = 298,15 K = 25 °C, alors il n'est pas nécessaire de les chauffer et {\displaystyle \Delta H_{1}^{\circ }=0}. En considérant les capacités thermiques isobares molaires {\displaystyle {\bar {C}}_{P,\,T,\,i}^{\circ }} comme indépendantes de la température, alors :
{\displaystyle {\Delta H_{3}^{\circ } \over \xi _{\text{f}}}=\left(\sum _{i\,{\text{produits}}}\nu _{i}\,{\bar {C}}_{P,\,298{,}15,\,i}^{\circ }\right)\left(T_{\text{f}}-298{,}15\right)}
On obtient la formule simplifiée de calcul de la température de flamme adiabatique :
L'hypothèse simplificatrice des capacités thermiques constantes est peu réaliste sur de larges plages de température. Ces capacités augmentent avec la température, aussi les températures de flamme sont-elles généralement plus faibles que celles établies avec le modèle simple ci-dessus. Une meilleure estimation est obtenue en utilisant pour chaque corps une valeur moyenne de sa capacités thermique sur la plage de température concernée.
Exemple - Calcul de la température de flamme du méthane.
Le méthane brule en présence d'oxygène pur selon la réaction :
Les enthalpies standards de formation des divers corps sont données dans le tableau suivant.
| Corps {\displaystyle i}                                                | méthane CH4(g) | oxygène O2(g) | dioxyde de carbone CO2(g) | eau H2O(g) | azote N2(g) |
| ---------------------------------------------------------------------- | -------------- | ------------- | ------------------------- | ---------- | ----------- |
| {\displaystyle \Delta _{\text{f}}H_{298{,}15,\,i}^{\circ }} (kJ mol−1) | -74,4          | 0             | -393,5                    | -241,8     | 0           |
| {\displaystyle {\bar {C}}_{P,\,298{,}15,\,i}^{\circ }} (J K−1 mol−1)   | 36,1           | 29,4          | 46,7                      | 33,6       | 29,3        |

L'enthalpie standard de réaction vaut : {\displaystyle \Delta _{\text{r}}H_{298{,}15}^{\circ }} = -1 × (-74,4) - 2 × 0 + 1 × (-393,5) + 2 × (-241,8) = −802,7 kJ mol−1 ; la réaction est exothermique. La température de flamme vaut :
La même réaction en présence d'air (20 % d'oxygène et 80 % d'azote) s'écrit :
L'enthalpie standard de réaction n'est pas modifiée. La température de flamme vaut :
Cette température plus basse que la précédente est due à la nécessité de chauffer l'azote (inerte) présent en grande quantité dans le mélange final. Des modèles de température de flamme plus développés, utilisant notamment des corrélations des capacités thermiques isobares en fonction de la température, donnent des valeurs plus basses, par exemple respectivement 3 953 K pour la flamme avec l'oxygène pur et 2 236 K pour la flamme avec l'air.

### Étude des équilibres chimiques

#### Faisabilité d'une réaction et constante d'équilibre
Lors d'un processus thermodynamique spontané à pression et température constantes, le deuxième principe de la thermodynamique implique que l'enthalpie libre {\displaystyle G} d'un système fermé ne peut que décroître. Dans le cadre d'une réaction chimique standard isobare et isotherme, ceci induit l'inégalité :
avec {\displaystyle \xi } l'avancement de réaction, nul au début de la réaction. L'avancement final {\displaystyle \xi _{\text{f}}} est positif si la réaction a évolué dans le sens de la disparition des réactifs et de l'apparition des produits ; il est négatif pour une évolution dans le sens inverse. L'enthalpie libre standard de réaction {\displaystyle \Delta _{\text{r}}G_{T}^{\circ }} permet de calculer la constante d'équilibre {\displaystyle K_{T}} de la réaction,,, :
avec {\displaystyle R} la constante universelle des gaz parfaits. {\displaystyle \Delta _{\text{r}}G_{T}^{\circ }} peut être positive ou négative, {\displaystyle K_{T}} ne peut être que positive. L'enthalpie libre standard de réaction indique si la réaction est favorisée dans un sens ou l'autre. Un équilibre chimique est d'autant plus déplacé que {\displaystyle \Delta _{\text{r}}G_{T}^{\circ }} est éloignée de 0 et la constante {\displaystyle K_{T}} éloignée de 1 :
- une réaction telle que {\displaystyle \Delta _{\text{r}}G_{T}^{\circ }<0}, soit {\displaystyle K_{T}>1}, est exergonique : la réaction allant dans le sens {\displaystyle \xi _{\text{f}}>0} est favorisée, et si {\displaystyle \Delta _{\text{r}}G_{T}^{\circ }\ll 0}, soit {\displaystyle K_{T}\to +\infty }, elle est totale. À contrario, la réaction dans le sens {\displaystyle \xi _{\text{f}}<0} est défavorisée et devient impossible si la constante d'équilibre est très grande ;
- une réaction telle que {\displaystyle \Delta _{\text{r}}G_{T}^{\circ }>0}, soit {\displaystyle K_{T}<1}, est endergonique : la réaction allant dans le sens {\displaystyle \xi _{\text{f}}>0} est défavorisée, et si {\displaystyle \Delta _{\text{r}}G_{T}^{\circ }\gg 0}, soit {\displaystyle K_{T}\to 0}, elle est impossible. À contrario, la réaction dans le sens {\displaystyle \xi _{\text{f}}<0} est favorisée et devient totale si la constante d'équilibre est très petite.

La relation de Gibbs-Helmholtz :
{\displaystyle {\mathrm {d} {\Delta _{\text{r}}G_{T}^{\circ } \over T} \over \mathrm {d} T}=-{\Delta _{\text{r}}H_{T}^{\circ } \over T^{2}}}
donne la relation de van 't Hoff, :
Pour une réaction exothermique ({\displaystyle \Delta _{\text{r}}H_{T}^{\circ }<0}), la constante d'équilibre {\displaystyle K_{T}} diminue lorsque la température augmente ; pour une réaction endothermique ({\displaystyle \Delta _{\text{r}}H_{T}^{\circ }>0}), la constante augmente avec la température. La température {\displaystyle T_{i}} à laquelle {\displaystyle \Delta _{\text{r}}G_{T}^{\circ }=0}, soit {\displaystyle K_{T}=1}, est appelée température d'inversion,,, :
Cette température n'existe que si l'enthalpie standard de réaction {\displaystyle \Delta _{\text{r}}H_{T}^{\circ }} et l'entropie standard de réaction {\displaystyle \Delta _{\text{r}}S_{T}^{\circ }} sont de même signe. Les réactions exothermiques sont favorisées aux températures {\displaystyle T} inférieures à la température d'inversion {\displaystyle T_{i}}, les réactions endothermiques aux températures supérieures. Plus la température est éloignée de la température d'inversion, plus l'équilibre chimique est déplacé dans un sens ou dans l'autre ; pour de très grands écarts, la réaction est totale dans un sens ou dans l'autre ({\displaystyle K_{T}} devient très grande ou proche de 0).
Exemple - Synthèse du méthanol.
Soit la réaction de synthèse du méthanol à partir du monoxyde de carbone et de l'hydrogène :
L'enthalpie standard de réaction vaut : {\displaystyle \Delta _{\text{r}}H_{298{,}15}^{\circ }} = −90,4 kJ mol−1. Les entropies molaires standards des divers corps sont données dans le tableau suivant.
| Corps {\displaystyle i}                                          | monoxyde de carbone CO(g) | hydrogène H2(g) | méthanol CH3OH(g) |
| ---------------------------------------------------------------- | ------------------------- | --------------- | ----------------- |
| {\displaystyle {\bar {S}}_{298{,}15,\,i}^{\circ }} (J K−1 mol−1) | 198                       | 131             | 240               |

L'entropie standard de réaction vaut :
{\displaystyle \Delta _{\text{r}}S_{298{,}15}^{\circ }=-{\bar {S}}_{298{,}15,\,{\rm {CO(g)}}}^{\circ }-2\,{\bar {S}}_{298{,}15,\,{\rm {H_{2}(g)}}}^{\circ }+{\bar {S}}_{298{,}15,\,{\rm {CH_{3}OH(g)}}}^{\circ }} = −220 J K−1 mol−1
L'enthalpie libre standard de réaction vaut :
{\displaystyle \Delta _{\text{r}}G_{298{,}15}^{\circ }=\Delta _{\text{r}}H_{298{,}15}^{\circ }-298{,}15\times \Delta _{\text{r}}S_{298{,}15}^{\circ }} = −24,8 kJ mol−1
La constante d'équilibre à 298,15 K est donnée par :
L'équilibre est fortement déplacé dans le sens de la synthèse du méthanol.

#### Diagramme d'Ellingham

Diagramme d'Ellingham. Oxydation d'un métal.

Dans un diagramme d'Ellingham, l'enthalpie libre standard de réaction {\displaystyle \Delta _{\text{r}}G_{T}^{\circ }} est tracée en fonction de la température {\displaystyle T},. L'approximation d'Ellingham consiste à considérer les enthalpie {\displaystyle \Delta _{\text{r}}H_{T}^{\circ }} et entropie {\displaystyle \Delta _{\text{r}}S_{T}^{\circ }} standards de réaction comme des constantes, ce qui est une bonne approximation sur de courtes plages de température,. L'enthalpie libre standard de réaction {\displaystyle \Delta _{\text{r}}G_{T}^{\circ }=\Delta _{\text{r}}H_{T}^{\circ }-T\,\Delta _{\text{r}}S_{T}^{\circ }} est donc une fonction affine de la température dans ce type de diagramme, de pente {\displaystyle -\Delta _{\text{r}}S_{T}^{\circ }} et d'ordonnée à l'origine {\displaystyle \Delta _{\text{r}}H_{T}^{\circ }}. La température d'inversion {\displaystyle T_{i}} se trouve à l'intersection de la droite de {\displaystyle \Delta _{\text{r}}G_{T}^{\circ }} et de l'axe des ordonnées (axe des températures).
Le diagramme d'Ellingham permet de déterminer, pour une réaction donnée, le corps (réactif ou produit) stable selon les conditions opératoires considérées.
Exemple - Étude de l'oxydation d'un métal,.
Soit un métal {\displaystyle {\rm {M}}} s'oxydant en présence d'oxygène selon la réaction :
Le métal et son oxyde {\displaystyle {\rm {M}}_{n}{\rm {O_{2}}}} sont des solides. L'équilibre ne dépend que de la pression partielle {\displaystyle P_{\rm {O_{2}}}} de l'oxygène gazeux. Soit le quotient de réaction :
L'enthalpie libre de réaction s'écrit :
{\displaystyle \Delta _{\text{r}}G_{T}=\Delta _{\text{r}}G_{T}^{\circ }+RT\,\ln Q_{\text{r}}=RT\,\ln {Q_{\text{r}} \over K_{T}}=\Delta _{\text{r}}H_{T}^{\circ }-T\,\Delta _{\text{r}}S_{T}^{\circ }+RT\,\ln Q_{\text{r}}}
On fixe {\displaystyle P_{\rm {O_{2}}}}. On trace dans le diagramme {\displaystyle \Delta _{\text{r}}G_{T}^{\circ }=\Delta _{\text{r}}H_{T}^{\circ }-T\,\Delta _{\text{r}}S_{T}^{\circ }} et la fonction {\displaystyle {\rm {f}}(T)=-RT\,\ln Q_{\text{r}}}, on obtient deux droites qui se croisent, voir la figure supérieure ci-contre. Aux basses températures, on a {\displaystyle \Delta _{\text{r}}G_{T}^{\circ }<{\rm {f}}(T)}, soit {\displaystyle \Delta _{\text{r}}G_{T}<0} et {\displaystyle K_{T}>Q_{\text{r}}}. Le déplacement de l'équilibre de la gauche vers la droite est total : l'oxyde est donc la forme stable dans ces conditions. Aux hautes températures, on a {\displaystyle \Delta _{\text{r}}G_{T}^{\circ }>{\rm {f}}(T)} : le métal est donc la forme stable dans ces conditions. À l'équilibre, on a {\displaystyle \Delta _{\text{r}}G_{T}=0}, d'où :
Le diagramme supérieur ci-contre donne la température d'équilibre à une {\displaystyle P_{\rm {O_{2}}}} au croisement des deux droites {\displaystyle \Delta _{\text{r}}G_{T}^{\circ }} et {\displaystyle {\rm {f}}(T)}. Cette température dépend de {\displaystyle P_{\rm {O_{2}}}} et réciproquement.
La pression d'équilibre {\displaystyle P_{\rm {O_{2}}}} correspondant à une température {\displaystyle T} donnée est appelée pression de corrosion,. Elle correspond à la pression partielle de l'oxygène à laquelle s'établit l'équilibre de corrosion à la température considérée. Le diagramme inférieur ci-contre donne les pressions de corrosion {\displaystyle P_{1}} et {\displaystyle P_{2}} pour les températures respectives {\displaystyle T_{1}} et {\displaystyle T_{2}}.

## Grandeurs standards de quelques composés
Le tableau suivant donne les grandeurs standards de quelques corps à 298,15 K,,.
Références utilisées dans cette section
1. 1 2 3 4 5 6 7 8 9 10 11 12 13 14 15 16 17 18 19 20 21 22 23 24 25 26 27 28 29 30 31 32 33 34 35 36 37 38 39 40 41 42 43 44 45 46 47 48 49 50 51 52 53 54 55 56 57 58 59 60 61 62 63 64 65 66 67 68 69 70 71 72 73 74 75 76 77 78 79 80 81 82 83 84 85 86 87 88 89 90 91  (en) National Institute of Standards and Technology (NIST), « NIST Standard Reference Database 13 », sur janaf.nist.gov, 1998 (DOI 10.18434/T42S31, consulté le 3 février 2025).
2. 1 2 3 4 5 6 7 8 9 10 11 12 13 14 15 16 17 18 19 20 21 22  (en) Université du Papaloapan (Mexique), « Standard Thermodynamics Properties of Chemical Substances » [PDF], sur unpa.edu.mx (consulté le 3 février 2025).
3. 1 2 3 4 5 6 7 8 9 10 11 12 13 14 15 16 17 18 19 20 21 22 23 24 25 26 27 28 29 30 31 32 33 34 35 36 37 38 39 40 41 42 43 44 45 46 47 48 49 50 51 52 53 54 55 56 57 58 59 60 61 62 63 64 65 66 67 68 69 70 71 72 73 74 75 76 77 78 79 80 81 82 83 84 85 86 87 88 89 90 91 92 93 94 95 96 97 98 99 100 101 102 103 104 105 106 107 108 109 110 111 112  Université de Laval (Canada), « CHM-1903 Chimie des eaux - Recueil de données » [PDF], sur chm.ulaval.ca (consulté le 3 février 2025).

Voir aussi
- Atkins et al. 2013, p. 919-926 (tableau 2.8).
- Pierre Perrot, Propriétés thermodynamiques des composés organiques, vol. K 620v2, Éditions Techniques de l'ingénieur, 2008 (lire en ligne).
- (en) Dilip Kondepudi et Ilya Prigogine, Modern Thermodynamics : From Heat Engines to Dissipative Structures, John Wiley & Sons, Ltd., 2014, 2e éd., 560 p. (ISBN 9781118371817, lire en ligne), p. 491-499.